# Carl Fabian Edelstam
Carl Fabian Edelstam, född den 25 juni 1832 i Stockholm, död den 17 april 1897 i Stockholm var en svensk jurist, politiker, godsägare och affärsman.

## Biografi[1]
Edelstam blev student vid Uppsala universitet år 1852. Efter examen till rättegångsverken och kameralexamen 1855 anställdes han som extra ordinarie kanslist i justitierevisionens expedition och därefter som auskultant i Svea hovrätt. År 1856 blev Edelstam extra ordinarie notarie i Svea hovrätt och senare samma år vice auditör vid Livgardet till häst. Han blev tillförordnad regementsskrivare vid livgardet till häst 1857 och regementsskrivare året därpå. Åren 1860–1873 innehade Edelstam tjänst som konstituerad kopist i justitiestatsexpeditionen. 
Edelstam var 1861–1864 ombudsman hos Mälareprovinsernas hypoteksförening och från 1866 kopist hos Mälareprovinsernas hypoteksförenings expedition.
Edelstam var 1866–1871 sekreterare och 1871–1875 kassadirektör i Sällskapet. Han var 1870 med och besiktigade Sällskapets nybyggda klubbhus på Blasieholmen.
Edelstam var ledamot av riddarhusdirektionen 1869–1881 och ledamot av styrelsen för Industrikreditaktiebolaget i Stockholm 1873.
År 1875 blev Edelstam stadsfullmäktig i Stockholm och samma år blev han ledamot av dess drätselnämnd (1875–1890) och var denna nämnds ordförande 1887–1889. Edelstam var vidare kassadirektör i Industrikreditaktiebolaget i Stockholm 1881 samt ledamot av styrelsen för Stockholms högskola 1895.
Edelstam ägde Sjöbacka i Ljungs socken, Östergötlands län och husen nr 2 Södra Blasieholmshamnen (Edelstamska huset, nuvarande Lydmar hotell) och nr 13 Brunkebergstorg i Stockholm samt Marby säteri med tillhörande 2 1/3 mantal frälse på Oknön i Arnö socken.
Edelstam är begravd på Norra begravningsplatsen i Solna.

## Utmärkelser[1]
- Riddare av Vasaorden, 1870.
- Riddare av Badiska Zähringer Löwenorden första klassen, 1881.

## Familj[1]
Edelstam är son till lagmannen Fabian Edelstam och hans hustru Carolina von Post.
Edelstam gifte sig 1872 i Stockholm med hovfröken, sedermera tjänstgörande statsfrun hos drottning Sofia, Anna Augusta Lovisa Hierta (1848–1922), dotter av kaptenen, friherre Carl Gustaf Hierta, och Sofia Charlotta Blomstedt. Bland barnen märks justitierådet Axel Edelstam och kanslirådet och scoutledaren Carl Edelstam.